# Andrhippuris caudaequina
Andrhippuris caudaequina är en fjärilsart som beskrevs av Karsch 1895. Andrhippuris caudaequina ingår i släktet Andrhippuris och familjen nattflyn. Inga underarter finns listade i Catalogue of Life.